# FC Brunsviga 1896 Braunschweig
Der FC Brunsviga war ein kurzlebiger Fußballverein aus der Frühzeit des Vereinsfußballs in Braunschweig.

## Geschichte
Absolventen des Herzoglichen Lehrerseminars gründeten 1896 den FC Brunsviga als zweiten Braunschweiger Fußballclub nach dem schon ein Jahr bestehenden Fußball- und Cricket-Club Eintracht Braunschweig. Die Brunsviga-Gründung fiel in eine Phase, in der zahlreiche Clubs und Grüppchen entstanden, die auf dem Leonhardplatz einen unorganisierten Fußball-Spielbetrieb aufzogen. Brunsviga, die schon bald den Rahmen des Lehrerseminars verließ und auch andere Mitglieder aufnahm, entwickelte sich gut und konnte sogar einige Male die Eintracht besiegen. Der erste Vergleich am 13. Februar 1898 ging allerdings mit 0:12 verloren. Aber der Verein der angehenden Lehrer verlor immer wieder Spieler an Braunschweigs ältesten Club, vermutlich weil die Eintracht ambitionierter war und sich schon frühzeitig Gegner aus ganz Deutschland suchte, während Brunsviga sich auf den engen Braunschweiger Rahmen beschränkte.
Der Verein war am 28. Januar 1900 Gründungsmitglied des Deutschen Fußball-Bundes. Vertreten wurde er in Leipzig vom Eintracht-Vorsitzenden Karl Stansch. Aber bereits 1901 wurde der Verein aufgelöst. Zahlreiche Mitglieder schlossen sich daraufhin Eintracht Braunschweig an, darunter auch der spätere Eintracht-Vorsitzende Willi Steinhof. Als letztes Spiel gegen die Eintracht ist in deren Chronik am 15. April 1900 eine 2:7-Niederlage vermerkt.